# San Piero Patti
San Piero Patti é uma comuna italiana da região da Sicília, província de Messina, com cerca de 3.415 habitantes. Estende-se por uma área de 41 km², tendo uma densidade populacional de 83 hab/km². Faz fronteira com Librizzi, Montalbano Elicona, Patti, Raccuja, Sant'Angelo di Brolo.

## Demografia
| Variação demográfica do município entre 1861 e 2011                               |
|                                                                                   |
| Fonte: Istituto Nazionale di Statistica (ISTAT) - Elaboração gráfica da Wikipedia |